# Saint-Brice-de-Landelles
 Saint-Brice-de-Landelles  es una población y comuna francesa, situada en la región de Baja Normandía, departamento de Mancha, en el distrito de Avranches y cantón de Saint-Hilaire-du-Harcouët.

## Demografía
| 752 | 724 | 714 | 720 | 666 | 616 |
| Para los censos de 1962 a 1999 la población legal corresponde a la población sin duplicidades (Fuente: INSEE [Consultar]) |     |     |     |     |     |